# Supercoppa del Portogallo 2023 (hockey su pista)
La Supercoppa del Portogallo 2023 sarà la 39ª edizione dell'omonima competizione portoghese di hockey su pista. Il torneo ha avuto luogo il 23 settembre 2023.
A conquistare il trofeo è stato il Benfica al nono successo nella sua storia.

## Squadre partecipanti
| Club           | Qualificazione                       | Partecipazioni precedenti (il grassetto indica la vittoria)                                                            |
| -------------- | ------------------------------------ | --- |
| Benfica        | Detentore della 1ª Divisão           | 1982, 1983, 1986, 1991, 1992, 1993, 1995, 1997, 1998, 2000, 2001, 2002, 2005, 2009, 2010, 2012, 2014, 2015, 2016, 2022 |
| Sporting Tomar | Detentore della Coppa del Portogallo | 2017 |

## Risultati
| Squadra 1 | Risultato | Squadra 2      |
| --------- | --------- | -------------- |
| Benfica   | 4 - 1     | Sporting Tomar |

| 23 settembre 2023 Finale | Benfica | 4 – 1 | Sporting Tomar |  |